# چلگرد
چلگرد مرکز شهرستان کوهرنگ در استان چهارمحال و بختیاری است. این شهر به پایتخت برفی ایران شهرت دارد و سرچشمه رودخانه‌های کارون و زاینده‌رود از ارتفاعات زردکوه می‌باشد. مردم چلگرد از ایل بختیاری و  بابادی باب هستند و به زبان لری بختیاری سخن می‌گویند.

## موقعیت جغرافیایی
چلگرد در ۸۵ کیلومتری غرب شهرکرد واقع می‌باشد. این شهر در ارتفاع حدود ۴۸۰‘۲ متری و در بین رشته‌کوه‌های زاگرس و در کنار تونل اول و دوم کوهرنگ قرار گرفته‌است.

## جمعیت
بر پایه سرشماری نفوس و مسکن در سال ۱۳۹۵، جمعیت شهر چلگرد ۳۹۸۹ نفر بوده‌است.

## آب و هوا
آب و هوای این شهر، به سبب قرار گرفتن در دامنه‌های زردکوه، سرد و کوهستانی است.

## پیست اسکی چلگرد
چلگرد آب و هوایی سرد و کوهستانی دارد. پیست اسکی چلگرد، دومین پیست اسکی ساخته شده در ایران می‌باشد که از دیر باز پذیرای اسکی بازان زیادی بوده‌است، این پیست مجهز به سیستم‌های بالابرنده است.
پیست اسکی چلگرد در سال ۱۳۵۴ در مجاورت تونل اول کوهرنگ و بخش شرقی کوه کارکنان تأسیس شد و با بارش برف در آذر ماه پذیرای بسیاری از علاقه مندان قرار می‌گیرد طول این پیست ۸۰۰متر و شیب آن به ۲۰ درصد می رسد. از ویژگی‌های پیست چلگرد دستگاه‌های بالابر ویژه آقایان و بانوان همچنین یک دستگاه بالابر آموزشی به طول ۲۰۰متراست. از خصوصیات دیگر آن سه محوطه مجزا است که برای آقایان و بانوان و خانواده‌ها در نظر گرفته شده‌است و به همین دلیل ورزشکاران به راحتی در این مکان مشغول اسکی بازی می‌شوند.
در صورت بارش برف به ارتفاع یک متر، این پیست در روزهای پنجشنبه و جمعه مورد استقبال حدود ده هزار نفر عموماً از استان چهارمحال وبختیاری و اصفهان قرار می‌گیرد.

## مناطق گردشگری
چشمه کوهرنگ
دشت لاله‌های واژگون کوهرنگ
غار یخی چما
چشمه دیمه
تونل کوهرنگ
رود کوهرنگ
پیست اسکی چلگرد
پل چلگرد
روستای سرآقاسید
زردکوه